# Proteobacteriën
Proteobacteriën (Proteobacteria) zijn bacteriën waarvan vele belangrijke stikstofvastleggers zijn. Ze kunnen de stikstof uit de lucht vastleggen. Er zijn ook ziekteverwekkers die behoren tot de proteobacteriën.
De naam proteobacteria is afgeleid van de Griekse god Proteus, die zijn gedaante kon veranderen. Tot deze groep behoren bacteriën met veel verschillende vormen. De verwantschap berust dan ook niet op morfologische kenmerken maar op RNA-sequenties. De celwanden van de proteobacteriën bestaan uit een- tot enkele lagen mureïne en lipopolysacchariden. Ze zijn daarom ook gramnegatief. Vele soorten hebben voor de voortbeweging zweepstaartjes, anderen kunnen glijden.
Enkele ondergroepen zoals de Rhodospirillaceae (purpurbacteriën) en Chromatiaceae (zwavel-purpurbacteriën) kunnen onder anoxische (zonder zuurstof) omstandigheden fotosynthetiseren. Ze gebruiken hiervoor organische stoffen, zwavelwaterstof, zwavel of waterstof als elektronendonor, waarbij geen elementaire zuurstof vrij komt.
De ondergroep van de Myxobacteria is de enige bekende groep van proteobacteriën in het overgangsgebied van eencellige naar meercellige levensvormen. Myxobacteriën vormen veelcellige vruchtlichamen met sporen, een convergente evolutie met de slijmzwammen.
De Proteobacteria worden in vijf hoofdgroepen ingedeeld, die als klassen beschouwd kunnen worden en die de Griekse letters Alpha tot Epsilon als voorvoegsel hebben: Alphaproteobacteria, Betaproteobacteria, Gammaproteobacteria, Deltaproteobacteria en Epsilonproteobacteria. Enkele kunnen mogelijk paraphyletisch zijn.
Volgens de endosymbiontentheorie stammen de mitochondriën bij Eukaryonten van endosymbiontische proteobacteriën af.

## Systematiek
Hieronder volgen enkele belangrijke orden, families en geslachten van de vijf klassen Proteobacteria:
- Klasse I. "Alphaproteobacteria"
  - Orde I. Rhodospirillales
    - Familie I. Rhodospirillaceae (niet zwavel gebruikende Purpurbacteriën)
    - Familie II."Acetobacteriaceae, Acetobacteraceae;"  triv. azijnzuurbacteriën (azijnzuur)

  - Orde II. Rickettsiales
  - Orde VI. "Rhizobiales"
    - Familie I. Rhizobiaceae
      - Geslacht I. Rhizobium

    - Familie II. Bartonellaceae
    - Familie III. Brucellaceae

en andere Taxa
- Klasse II. "Betaproteobacteria"
  - Orde I. "Burkholderiales"
  - Orde IV. Neisseriales
    - Familie I. Neisseriaceae
      - Geslacht I. Neisseria
      - Geslacht IX. Kingella

en andere Taxa
- Klasse III. "Gammaproteobacteria"
  - Orde I. "Chromatiales"
    - Familie I. Chromatiaceae (triv. zwavel-purpurbacteriën)
    - Familie II. Ectothiorhodospiraceae

  - Orde II. "Xanthomonadales"
    - Familie I. "Xanthomonadaceae"
      - Geslacht I. Xanthomonas
      - Geslacht VII. Stenotrophomonas
      - Geslacht Lysobacter

  - Orde IV. "Thiotrichales"
    - Familie I. Thiotrichaceae
      - Geslacht VII. Thiomargarita

  - Orde VIII. Pseudomonales
    - Familie I. Pseudomonaceae
      - Geslacht I. Pseudomonas

    - Familie II. Moraxellaceae
      - Geslacht I. Moraxella
      - Geslacht II. Acinetobacter

  - Orde X. "Vibrionales"
    - Familie I. Vibrionaceae
      - Geslacht I. Vibrio

  - Orde XII. "Enterobacteriales"
    - Familie I. Enterobacteriaceae
      - Geslacht I. Escherichia
      - Geslacht X. Citrobacter
      - Geslacht XXVIII. Proteus
      - Geslacht XXXII. Salmonella

  - Orde XIII. "Pasteurellales"
    - Familie I. Pasteurellaceae
      - Geslacht I. Pasteurella
      - Geslacht III. Haemophilus

en andere Taxa
- Klasse IV. Deltaproteobacteria
  - Orde I. Desulfovibrionales
    - Familie I. Desulfovibrionaceae
      - Geslacht Desulfovibrio

    - Familie VI. Bdellovibrionaceae
      - Geslacht Bdellovibrio

  - Orde II. Myxococcales (Myxobacteriën)

en andere Taxa
- Klasse V. Epsilonproteobacteria
  - Familie I. Campylobacteraceae
    - Geslacht Campylobacter

  - Familie II. Helicobacteraceae
    - Geslacht Helicobacter

en andere Taxa